# Semiothisa cinerata
Semiothisa cinerata är en fjärilsart som beskrevs av Werneberg 1864. Semiothisa cinerata ingår i släktet Semiothisa och familjen mätare. Inga underarter finns listade i Catalogue of Life.